# Malthinus devillei
Malthinus devillei là một loài bọ cánh cứng trong họ Cantharidae. Loài này được Ab. de Perrin miêu tả khoa học năm 1898.